# 취보 (작가)
취보(중국어: 曲波, 병음: Qū Bō, 본명: 취칭타오(중국어 간체자: 曲清涛, 정체자: 曲清濤, 병음: Qū Qīngtāo), 1923년 2월 22일 ~ 2002년 6월 27일)는 중국의 작가이다. 대표 작품으로 소설 《임해설원》이 있다.

## 생애
산둥성 북동부 연안에 위치한 황현 짜오린장(黃縣 棗林莊, 현재의 룽커우시)에서 태어났다. 어린 시절에는 사립학교에 재학하면서 중국 고전 문학에 대한 지식, 간결한 언어 능력을 배웠다. 그의 아버지인 취춘양(曲春陽)과 어머니 취류스(曲劉氏)는 면화 염색업자로 일했지만 서양 섬유들이 중국에 유입되면서 실패하고 만다.
15세 시절이던 1938년에는 집을 떠나 중일 전쟁에 참전했고 이 때부터 팔로군 간부들에 의해 취보라는 필명을 사용하게 된다. 산둥 항일 군사 정치 대학에서 군사 교육을 받은 이후에 육군 신문에서 기자로 활동했고 일본이 중일 전쟁에서 항복한 이후에는 중국 인민해방군에 편입되었다. 취보는 국공 내전에서 둥베이 지방 주민들을 보호하는 역할을 수행했고 군대에서는 교사, 정치 공작원, 대령으로 복무했다. 1946년에는 같은 육군 지역 본부 병원에서 수석 간호사로 근무하고 있던 류보(劉波)와 결혼했다.
1949년에 중국에서 공산주의 정권이 수립된 이후부터 은퇴할 때까지 철도 기업, 기계부에서 근무했고 여생을 베이징에서 보내게 된다. 중국 작가 협회 소속 작가로 활동했을 정도로 중국 문학사에서 중국 현대 작가로 인정받았다. 또한 정규 산업 경영을 하던 동안에도 여가 시간에 문학 작품과 기사를 집필했고 작가 겸 산업 책임자 자격으로 러시아, 파키스탄, 영국을 방문했다. 그의 소설은 영화, 경극, 뮤지컬, 텔레비전 드라마로 각색되었다.

## 주요 작품
- 《임해설원》(林海雪原, 1957년): 눈이 많이 내리는 위험한 산에 들어가서 숨겨진 도적들과 용병들을 찾고 이들과 싸우는 군인들을 소재로 한 소설.
- 《산호해소》(山呼海嘯, 1977년): 중일 전쟁 시대의 중국 산둥성을 배경으로 한 모험과 낭만을 소재로 한 소설.
- 《융악비》(戎萼碑, 1977년): 중일 전쟁에서 갖는 중국 여성들의 중요성을 소재로 한 소설.
- 《교륭표》(橋隆飇, 1979년): 중일 전쟁에서 공산주의 세력에 가담한 중국의 애국 영웅을 소재로 한 소설.